# Omphalea palmata
Omphalea palmata är en törelväxtart som beskrevs av Jacques Désiré Leandri. Omphalea palmata ingår i släktet Omphalea och familjen törelväxter. Inga underarter finns listade i Catalogue of Life.